# Spira Grujić
Spira Grujić (in serbo Спира Грујић?; Pristina, 7 dicembre 1971) è un ex calciatore serbo, di ruolo difensore.

## Palmarès

### Club

#### Competizioni nazionali
- Coppa dei Paesi Bassi: 1

Twente: 2000-2001